# Bad Radkersburg
Bad Radkersburg (en eslovè Radgona, en hongarés Redege) es troba a Estíria i és la seu de la Cort del Districte, el Tribunal de Bad Radkersburg.
La ciutat es troba a 208 metres sobre el riu Mura, frontera amb la República d'Eslovènia des de 1919 quan l'antic ducat d'Estíria va ser dividit.

## Història
La primera menció escrita de Radkersburg és de 1182 i el 1299 es menciona com Ratkerspurch.
En l'Edat Mitja, Radkersburg es trobava encerclat per una muralla i un fossar. Una part essencial de la seva fortificació eren les quatre torres de defensa, que avui en dia es mantenen més o menys intactes. A l'altre riba del Mura, ara a Eslovènia, es troba el castell Oberradkersburg (Gornja Radgona) que protegia la ciutat.

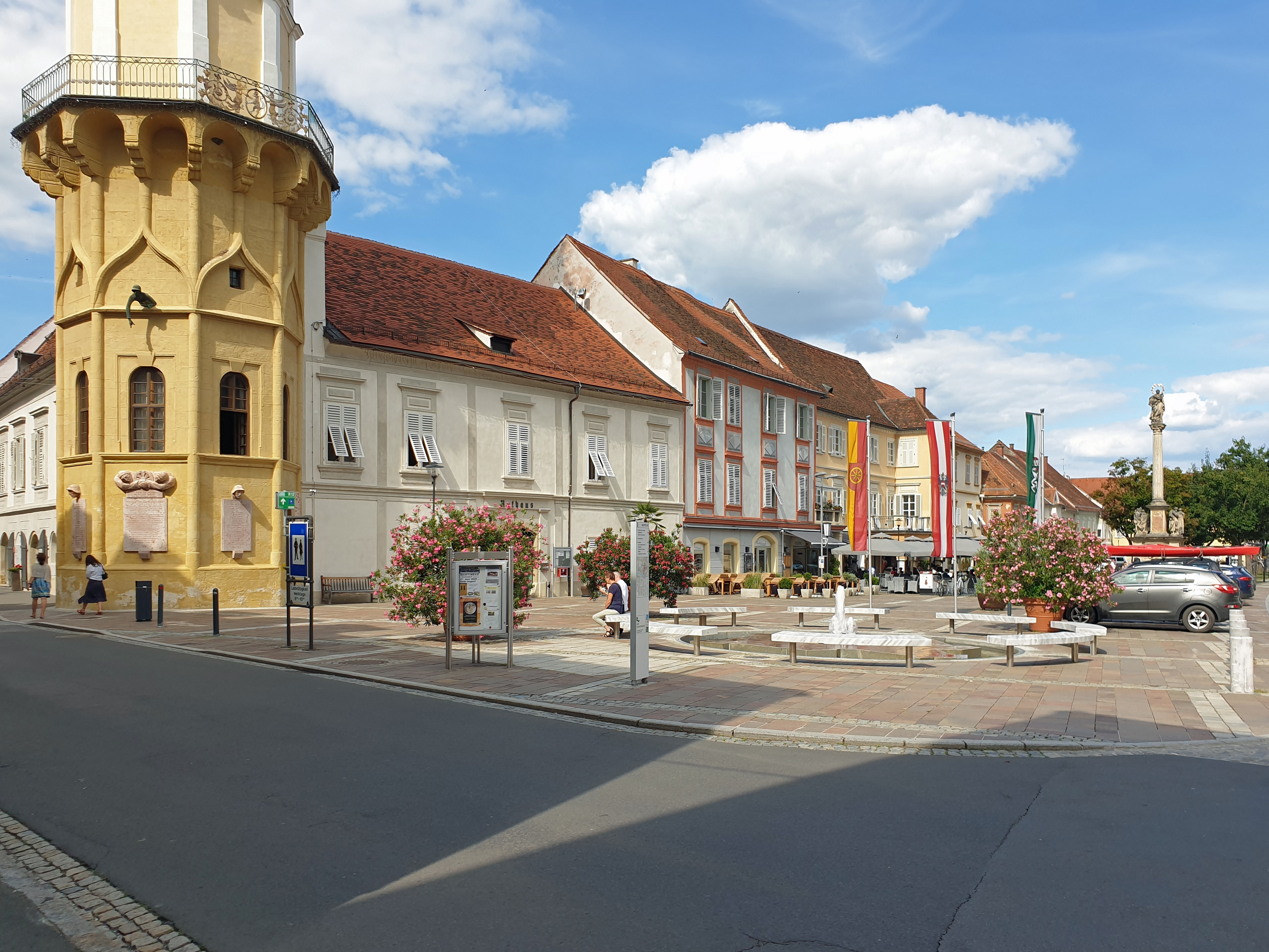
Plaça principal

El 2 de juny de 1978, Bad Radkersburg va ser premiada amb la Medalla Europea d'Or per la Preservació dels Monuments Històrics; a més a més de la forma dels «Petits Centres Històrics» d'Àustria i és membre de la «Ruta dels Castells» austríaca.
El pont de Radkersburg a través del Mura, tancat des de l'acabament de la Segona Guerra Mundial es va reobrir el 12 d'octubre de 1969 i va provocar un primer apropament entre Àustria i Iugoslàvia. El 1975 la ciutat va assolir l'estatus de balneari, es va fer accessible una altra font termal el 1978, seguida aviat per una ampliació del lloc de bany. Des que el 2007 Eslovènia es va incorporar a l'Espai de Schengen, s'han suprimit els controls fronterers entre Radkersburg i Gornja Radgona.

## Nascuts a Bad Radkesburg
- Andreas Walsperger (nascut ca. 1415-?), cartògraf
- Marie Egner (1850-1940), pintora
- Leopold Vietoris (1891-2002), matemàtic
- Aribert Ferdinand Heim (1914-1992), metge de les SS
- Peter Luttenberger (1972-), ciclista